# Landenhof Zentrum für Hören und Sehen
Der Landenhof Zentrum für Hören und Sehen in Unterentfelden, Kanton Aargau ist eine Schule für Kinder mit einer Hör- oder Sehbeeinträchtigung aus dem Kanton Aargau und der deutschsprachigen Schweiz. Neben der Schule mit Wocheninternat und Tageshort bietet der Landenhof verschiedene Angebote zur Begleitung und Betreuung von Kindern und Jugendlichen mit einer Hör- oder Sehbehinderung an.
Der Landenhof geht zurück auf die Stiftung Taubstummenanstalt Aarau, die 1836 von einer Gruppe um Heinrich Zschokke gegründet wurde. Die Stiftung richtet zunächst in Aarau eine Schule für Hörbehinderte ein. 1876 erwirbt sie den Landenhof, ein Bauerngut in Unterentfelden und eröffnet dort 1877 eine Taubstummenanstalt. 1940 wird der Landenhof von der Taubstummenanstalt zur Schweizerischen Schwerhörigen‐Schule Landenhof und erhält gleichzeitig eine Sekundarschule, einen Kindergarten und später eine Bezirksschule. 1970 gründet der Landenhof im Auftrag des Kantons Aargau den Audiopädagogischen Dienst (APD). Dieser berät und begleitet hörbehinderte Kinder und Jugendliche aus dem Aargau und umliegenden Kantonen, welche öffentliche Schulen besuchen. Ab 1998 heisst der Landenhof Zentrum und Schweizerische Schule für Schwerhörige. 2020 erweitert der Landenhof im Auftrag des Kantons sein Angebot um den Visiopädagogischen Dienst (VPD). Der VPD bietet Unterstützung für sehbeeinträchtigte Schüler, welche die Regelschule besuchen. Mit der Erweiterung um die Heilpädagogische Früherziehung VPD stärkt der Landenhof den neuen Schwerpunkt Sehen und baut sein ambulantes Angebot weiter aus. Ab Sommer 2022 heisst der Landenhof Landenhof Zentrum für Hören und Sehen.
An der Schwerhörigenschule können alle Schulstufen der Aargauer Volksschule – vom Kindergarten bis zum 10. Schuljahr – besucht werden. Der Unterricht wird in Lautsprache abgehalten und richtet sich nach dem Lehrplan des Kantons Aargau. Die Schule wird von etwa 110 Schülern mit einer Hörbeeinträchtigung, einer Auditiven Verarbeitungs- und Wahrnehmungsstörung oder einer Autismus-Spektrums-Störung aus der Deutschschweiz besucht (Stand 2022). Im Wocheninternat wohnen rund 15 Schüler.
Am Landenhof werden auch Hörabklärungen gemacht, Hörgeräte angepasst und schwerhörige Jugendlichen und deren Umfeld in medizinischen und technischen Fragen beraten.
Der Audio- und Visiopädagogische Dienst beraten und begleiten Kinder mit einer Hör- oder Sehbeeinträchtigung und deren Umfeld von der Geburt bis zum Abschluss der obligatorischen Schule respektive der Lehre, des Gymnasiums oder einer (Fach-)Mittelschule. Der APD begleitet rund 90 hörbeeinträchtigte Schüler, die eine öffentliche Schule besuchen. Der VPD rund 70 Schüler mit einer Sehbeeinträchtigung.
Ebenfalls unter dem Dach des Landenhofs findet sich die Beratungsstelle für Schwerhörige und Gehörlose (BfSuG) der Region Aargau und Solothurn.